# PSA Squash Tour
Als PSA Squash Tour bezeichnet man die von der Spielervereinigung PSA veranstaltete Squash-Turnierserie der Herren und Damen. Die Saison beginnt am 1. August jedes Jahres und endet am 31. Juli des Folgejahres. Für Siege bei den Veranstaltungen bekommen die Spieler Punkte in der Weltrangliste gutgeschrieben.

## Turnierkategorien
Die Turniere unterscheiden sich jeweils durch die Anzahl der vergebenen Weltranglistenpunkte.

### Ehemalige Wertungen
Bis zum Jahr 2009 wurden alle Turniere in der Reihenfolge ihrer Wertigkeit in drei Kategorien unterteilt:
- die Turniere der PSA Super Series
- die Turniere der Kategorie Star
- die Turniere der Kategorie Satellite

Bei den Turnieren der PSA Super Series fand eine weitere Unterteilung in die Kategorien Platinum (ab 125.000 US-Dollar), Gold (ab 100.000 US-Dollar) und Silver (ab 70.000 US-Dollar) statt. Die Turniere der Kategorie Star wurden weitaus detaillierter unterteilt: 5 Star (ab 50.000 US-Dollar), 4 Star (ab 40.000 US-Dollar), 3 Star (ab 30.000 US-Dollar), 2 ½ Star (ab 25.000 US-Dollar), 2 Star (ab 20.000 US-Dollar), 1 ½ Star (ab 15.000 US-Dollar) und 1 Star (ab 10.000 US-Dollar). Die unterste Wertigkeit stellten die Turniere der Kategorie Satellite dar. Sie wurden lediglich in zwei Kategorien eingeteilt, Super Satellite (ab 6.000 US-Dollar) und Satellite (ab 3.000 US-Dollar). Eine Sonderrolle nehmen die jährlich von der PSA veranstalteten PSA World Series Finals als Saisonabschlussturnier ein. Darüber hinaus richtet die PSA als Schirmherr die jährliche Weltmeisterschaft aus.
Ab 2010 wurden sie in Reihenfolge ihrer Wertigkeit in drei Kategorien unterteilt. Die Turniere der PSA World Series waren bis 2014 nochmals unterteilt in die Kategorien Platinum und Gold. Ab 2015 entfiel diese Unterteilung. In der Kategorie PSA International gab es bis 2014 vier unterschiedliche Unterkategorien: International 70, International 50, International 35 und International 25. Seit 2015 wird zusätzlich eine Kategorie International 100 ausgetragen, wobei der Begriff International bei sämtlichen Kategorien gestrichen wurde. Die PSA-Challenger-Turniere sind in sechs Unterkategorien unterteilt: Challenger 30, 20, 15, 10, 5 und 3.
Zur Saison 2018/19 wurde die Struktur der World Tour wurde von der Professional Squash Association maßgeblich überarbeitet: die bisherige Einteilung in die Kategorien Challenger, International und World Series wurde abgeschafft. Die unterklassigen Turniere waren zwar weiterhin Challenger-Turniere, deren Preisgeld aber nun bis 30.000 US-Dollar reichte und nicht mehr wie zuvor bis 15.000 US-Dollar. Sie alle zusammen bildeten fortan die PSA Challenger Tour. Die bisherigen Turniere der International-Kategorie wurden unterteilt in die Kategorien PSA World Tour Bronze, PSA World Tour Silver und PSA World Tour Gold, die Turniere der PSA World Series waren fortan Turniere der Kategorie PSA World Tour Platinum. Auch die PSA World Series Finals wurden umbenannt in PSA World Tour Finals. Parallel dazu gab es keine Qualifikationsrunden mehr, die Teilnehmerfelder der Hauptrunde waren stattdessen größer.

### Heutige Wertung
Mit dem Beginn der PSA Squash Tour 2024/25 erfolgte neben einem Rebranding von PSA World Tour in PSA Squash Tour auch eine erneute Überarbeitung der Struktur. Oberhalb der Platinum-Kategorie wurde eine zusätzliche Wertungskategorie unter dem Namen Diamond sowie unterhalb der Kategorie PSA Squash Tour Bronze eine weitere Wertungsebene unter dem Namen PSA Squash Tour Copper. Auf der Challenger Tour wurden dabei die Wertungskategorien PSA Challenger Tour 20 und PSA Challenger Tour 30 gestrichen. Darüber hinaus wurden die Qualifikationsrunden wieder eingeführt.

## Turniere im Überblick
Die PSA Squash Tour beinhaltet über 100 Turniere in der ganzen Welt, in der seit 29. August 2022 wöchentlich aktualisierten Weltrangliste sind über 400 Spieler registriert. Die PSA-Turniere haben unterschiedliche Wertungskategorien, die sich am mindestens ausgeschütteten Preisgeld orientieren. Die Punkte-Aufschlüsselung für die Weltrangliste erfolgt nach dem folgenden Schema:
| Turnierkategorie         | Preisgeld | S    | F     | HF   | VF    | AF    | 2R   | 1R    |
| ------------------------ | --------- | ---- | ----- | ---- | ----- | ----- | ---- | ----- |
| PSA World Championship   | $ 600.000 | 3500 | 2275  | 1400 | 875   | 525   | 321  | 196   |
| PSA Squash Tour Finals   | $ 300.000 | 1000 | 550   | 200  | — 1   | — 1   | — 1  | — 1   |
| PSA Squash Tour Diamond  | $ 300.000 | 3100 | 2015  | 1240 | 775   | 465   | 284  | 173,5 |
| PSA Squash Tour Platinum | $ 190.000 | 2800 | 1820  | 1120 | 700   | 420   | 257  | —     |
| PSA Squash Tour Gold     | $ 100.000 | 1800 | 1170  | 720  | 450   | 270   | 165  | —     |
| PSA Squash Tour Silver   | $ 75.000  | 1350 | 877,5 | 540  | 337,5 | 202,5 | 124  | —     |
| PSA Squash Tour Bronze   | $ 50.000  | 900  | 585   | 360  | 225   | 135   | 82,5 | —     |
| PSA Squash Tour Copper   | $ 25.000  | 500  | 325   | 200  | 125   | 75    | 46   | —     |
| PSA Challenger 15        | $ 15.000  | 300  | 195   | 120  | 75    | 45    | 27,5 | —     |
| PSA Challenger 12        | $ 12.000  | 240  | 156   | 96   | 60    | 36    | 22   | —     |
| PSA Challenger 9         | $ 9.000   | 180  | 117   | 72   | 45    | 27    | 16,5 | —     |
| PSA Challenger 6         | $ 6.000   | 120  | 78    | 48   | 30    | 18    | 11   | —     |
| PSA Challenger 3         | $ 3.000   | 60   | 39    | 24   | 15    | 9     | 5,5  | —     |

 1 +150 Punkte pro Rundensieg / +150 Punkte Unbesiegt-Bonus